# Ewolucja niebiologiczna
Ewolucja niebiologiczna to określenie na niebiologiczne systemy podlegające doborowi naturalnemu.
W informatyce proces ewolucji wykorzystuje się w algorytmach genetycznych. Jest to rodzaj algorytmu służącego do przeszukiwania przestrzeni alternatywnych rozwiązań, a jego celem jest wyszukiwanie najlepszych rozwiązań postawionego problemu. Sposób działania algorytmów genetycznych nieprzypadkowo przypomina zjawisko ewolucji biologicznej, ponieważ ich twórca John Henry Holland właśnie z biologii czerpał inspiracje do swoich prac.
Działanie algorytmów ewolucyjnych opiera się na określeniu funkcji Celu. Program zna cel, do którego ma się możliwie najbardziej zbliżyć i zna parametry, które może zmieniać (mutować). Znając „pokolenie”, czyli kilka podobnych rozwiązań, wybiera te, które są najbliższe celu i na ich podstawie generuje, poprzez krzyżowanie i mutacje, nowe osobniki, które wraz z rodzicami tworzą nowe pokolenie. Prowadzone też są eksperymenty nad dziedziczeniem zachowań wśród robotów (np. dotyczące altruizmu) symulujące funkcje genów i genomu na robotach.

## Badacze ewolucji niebiologicznej
Adrian Thompson w swojej pracy doktorskiej zaproponował i zademonstrował możliwość wykorzystania procesu ewolucji i mechanizmu doboru do projektowania urządzeń elektronicznych. Tym samym został pionierem elektronicznej ewolucji. Thompson wykorzystał programowalne macierze logiczne (FPGA) do ewolucji struktury połączeń, zdolnej do rozróżnienia dwóch częstotliwości bez wykorzystania elementów RC. Analiza powstałych układów wykazała zdumiewającą zbieżność z własnościami organizmów żywych, między innymi oportunistyczne wykorzystanie nieznanych i nieudokumentowanych własności układów FPGA, często specyficznych dla konkretnego egzemplarza produktu.
Hod Lipson i Jordan B. Pollack zademonstrowali możliwość wykorzystania ograniczonej komputerowej symulacji rzeczywistości do zaprojektowania a następnie wykonania robota przy pomocy procesu ewolucji.
Thomas Ray stworzył system Tierra, w którym ewoluują samoreplikanty.